# Хамди, Ахмед
Ахмед Хамди (араб. أحمد حمدي‎; 20 мая 1929 ― 14 октября 1973) ― египетский генерал инженерных войск. Принимал участие в Войне Судного дня, во время которой был убит при переправе через Суэцкий канал вместе со всем своим отрядом. Был награждён орденом Звезды Синая посмертно.

## Биография
Хамди окончил инженерный факультет Каирского университета. В 1951 году вступил в ВВС Египта, однако в 1954 году был переведён в инженерные войска. Учился в СССР в Военной академии имени М. В. Фрунзе. Во время Суэцкого кризиса получил прозвище «чистые руки», обезвредив несколько тысяч мин, прежде чем они успели взорваться. Подорвал железнодорожный мост Эль-Фердан, тем самым помешав израильским солдатам пересечь Суэцкий канал в этом месте. Участвовал в возведении замаскированных наблюдательных точек на западном берегу Суэцкого канала с целью отслеживания за перемещением израильских войск.

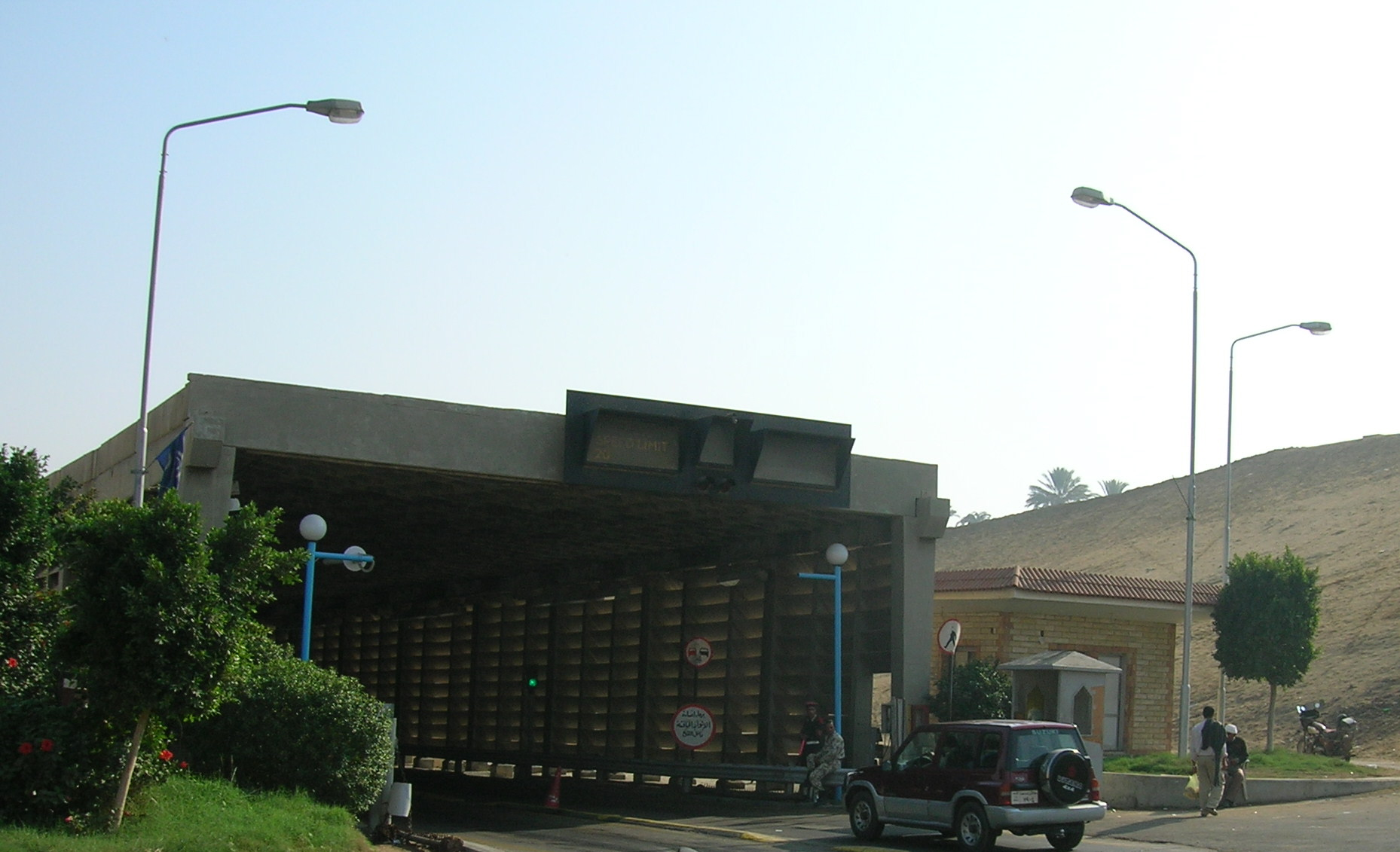
Западный вход в туннель Ахмеда Хамди, который проходит через Суэцкий канал

В 1971 году Ахмед Хамди был ответственным за подготовку группы солдат, которые должны были установить мост, который обеспечил бы безопасную переправу 3-й армии на другой берег Суэцкого канала. Наконец, он применил тактику использованию мощных водомётов с целью разрушения укреплений линии Бар-Лева. Хамди был руководителем инженерной группы, которой было поручено выполнение строительных работ для нужд 3-й армии. Он также участвовал в адаптации к условиям Суэцкого канала советских проектов мостов. Ему удалось сократить время развёртывания этих мостов с 12 до 4 часов.
Хамди получил ранение во время переправы через канал. 14 октября 1973 года он был убит во время очередной переправы. Он отказался остаться в командном центре вместе с другими генералами и предпочёл быть вместе со своими офицерами и солдатами. Хамди был посмертно присвоен орден Звезды Синая, который является высшей военной наградой Египта. День его смерти стал днём инженера в Египте, а указом президента Анвара Эль-Садата туннель, связывающий Синай с остальной территорией был назван в честь него.
Ахмед Хамди также участвовал в соревнованиях по спортивной стрельбе. Соревновался в трёх стрелковых дисциплинах на Летних Олимпийских играх 1952 года.